# Carey Point
Der Carey Point ist eine felsige Landspitze, die den westlichen Ausläufer der Insel Saunders Island im Archipel der Südlichen Sandwichinseln bildet.
Wissenschaftler der britischen Discovery Investigations nahmen 1930 eine Vermessung vor und benannten ihn als Rocky Point. Das UK Antarctic Place-Names Committee entschied sich 1953 zu einer Umbenennung. Namensgeber der heute etablierten Benennung ist Commander William Melvin Carey (1887–1933), Kapitän der RRS Discovery II, unter deren Mitwirkung die Vermessung der Landspitze durchgeführt wurde.